# 磁気記録
磁気記録（じききろく、英: magnetic recording）または磁気記憶（じききおく、英: magnetic storage）は、データを磁気媒体に記録/記憶することを指す工学用語。
磁気ヘッドを磁性体に近接させ、磁場をかけて磁化することによりデータを記録/記憶する。磁気記録は不揮発性である。磁気記録を行う電子媒体を磁気媒体、磁気記録を行う装置を磁気記憶装置と呼ぶ。代表的な磁気記憶装置は、ハードディスクドライブである。
コンピュータ分野では「磁気記憶」、音声やビデオの分野では「磁気記録」と呼ぶことが多いが、区別する意味はない。

## 歴史
世界初の磁気記録は1888年、オバリン・スミスが公表した針金への録音技術だった。彼は1878年に特許を申請したが、どちらかというと機械工具が専門だったため、この技術をそれ以上追求することはなかった。世界で初めて一般公開された磁気記録のデモンストレーションは1900年のパリ万博で行われたもので、1898年にヴォルデマール・ポールセンが発明した磁気録音機である。ポールセンの機械は円筒に巻きつけた針金に信号を記録するものである。1928年、フリッツ・フロイメルは世界初の磁気テープレコーダーを開発した。その後、化学メーカーBASF社の協力によるテープ材質の改良（アセテート樹脂）と、1938年の永井健三、五十嵐悌二、同時期のドイツの国家放送協会のヴァルター・ヴィーベルとHans-Joachim von Braunmühl、アメリカのマーヴィン・カムラスによる交流バイアス方式の発明で、1939年～1941年までに音質が飛躍的に改善され、実用に耐える長時間高音質録音が可能となった。1975年に東北大学教授の岩崎俊一により、より高密度の記録が可能な垂直磁気記録方式が提案された。初期の磁気記録装置はアナログの音声信号を記録するよう設計されていた。コンピュータ用や最近の音声/ビデオの磁気記録装置はデジタルのデータを記録するものが多い。
古いコンピュータでは一次記憶装置にも磁気記録を採用していた。例えば、磁気ドラムメモリ、磁気コアメモリ、コアロープメモリ、薄膜メモリ、ツイスターメモリ、磁気バブルメモリなどがある。また、最近のコンピュータとは異なり、磁気テープも2次記憶装置としてよく使われていた。
かつては1950年代以降の映画にも使われていたが、ステレオで記録できるようにはなったが、フイルムとは別々に分けており、音声のずれがあるという欠点があり、フイルムに直接音声が記録出来る光学記録は、モノラルのままだった。1970年代以降に発明されたドルビーラボラトリーズのドルビーステレオは、ステレオ音声の光学記録を実現できたため、急速に廃れていき、現在となってはデジタルフィルムが主流のため、使用されていない。

## 磁気記録の方式

### アナログ方式
アナログ記録は、磁性体の残留磁化は磁化したときの磁場の強さによって強弱が変化するという事実に基づいている。磁性体は通常テープ状であり、初期状態では消磁されている。記録（録音）時、テープは一定速度で流れていく。書き込みヘッドに信号に比例した電流を流すと、それによってテープが磁化される。すると、磁気テープに沿って磁化分布が形成される。最終的に磁化分布はヘッドで読み出され、元の信号が復元される。磁気テープは一般に、ポリエステルフィルムのテープ上にプラスチックバインダー（接着剤）に磁性体粉末を混ぜたものを塗布して作る。磁性体粉末としては、酸化鉄、クロム酸化物、金属などの粒子で0.5μm程度の大きさのものがよく使われる。アナログの録音/録画は広く使われていたが、過去20年の間に徐々にデジタルに置換されていった。

### デジタル方式
アナログ記録での磁化分布生成方式とは異なり、デジタル記録では安定な2つの磁気状態だけを必要とする。それはヒステリシスループの +Ms と -Ms である。デジタル記録の例として、フロッピーディスクやHDDがある。デジタル記録方式は現在の主流でおそらく今後も主流となる。

### 光磁気方式
光磁気記録方式では読み書きに光を使う。書き込む際には、レーザーで磁気媒体を局所的に熱し、それによって強制的かつ素早く磁性を失わせる。次に磁場をかけることで磁化させる。読み出すときは、磁気光学カー効果を応用する。磁気媒体は一般に非結晶（アモルファス）の R-FeCo の薄膜である（Rは希土類元素）。光磁気記録は比較的広くは採用されていない。一番広く普及したのはソニーが開発したミニディスクである。

### 磁区伝播メモリ
磁区伝播メモリ (Domain Propagation Memory) は磁気バブルメモリとも呼ばれる。基本となる考え方は、微細構造の入り乱れた磁気媒体で磁区壁の動きを制御することである。バブルとは、安定な円柱状磁区を意味する。情報はバブル磁区の有無で記録される。磁区伝播メモリは衝撃や振動に強く、宇宙開発や航空機でよく使われている。

### 水平磁気記録方式
水平磁気記録方式（すいへいじききろくほうしき）は、磁化膜に対し磁気異方性を水平になるよう磁性体を配置し、磁化する記録方式。磁気ディスクにおいて長らく使用され続けている方式である。面内記録方式ともいう。他に垂直磁気記録方式、回転磁気記録方式などがある。
磁界方向が向き合っているため隣接した磁区同士で反発や吸引を引き起こし、高密度化すると磁力の減衰が起こってしまう問題がある。

### 垂直磁気記録方式
垂直磁気記録方式（すいちょくじききろくほうしき）は、磁化膜(磁性体)に対して垂直に磁化する記録方式。1975年当時東北大学教授の岩崎俊一により、従来の水平磁気記録方式に対する優位性が提唱された。六角板状バリウムフェライトなどの磁性体を使った垂直磁気記録テープは1970年代後半に実用化された。また1980年代にはMOで採用、近年では磁気ディスク、特にハードディスクドライブにも採用されはじめている。

## 技術的詳細

### アクセス方法
磁気記録媒体は、逐次アクセスメモリとランダムアクセスメモリに分類できるが、その区別は必ずしも明確ではない。磁気ワイヤの場合、磁気ヘッドはその表面のごく一部にしかアクセスできない。ワイヤの他の部分にアクセスするには、ワイヤを巻き取って進めたり戻したりして必要な部分がヘッドの位置に来るようにしなければならない。そのため、ある特定の箇所にアクセスするのにかかる時間は、現在位置からの距離に依存する（したがって逐次アクセスメモリである）。磁気コアメモリの場合は全く異なり、いつでも任意の箇所のコアにアクセスできる（したがってランダムアクセスメモリである）。
ハードディスクや最近のリニアサーペンタイン方式の磁気テープ装置は、厳密にはどちらにも分類できない。どちらも多数のトラックがあり、複数の磁気ヘッドはトラック間を移動するのに若干時間がかかるし、トラック内の必要な箇所がヘッド位置に来るまでも若干時間がかかる。したがって、磁気媒体の位置によってアクセス時間は異なる。ハードディスクではこの時間はだいたい10ms以内だが、磁気テープでは100秒ほどかかることもある。

### 交流バイアス
磁気記録媒体に使用される磁性体にはヒステリシスがあり直線性が悪い。しかし記録時に記録可能な上限周波数を超える高周波信号（オーディオ用では 50 - 200 kHz 程度）を重畳すると直線性が大幅に改善される。これは交流バイアスと呼ばれ、オーディオ用アナログテープレコーダーではほぼ不可欠な技術となっている。交流バイアス発明以前は直流バイアスが用いられていたが、交流バイアスの発明と特許期間の終了によってごく低価格のレコーダーを除き駆逐された。
重畳する交流バイアスの量によって特性が変化する。バイアス量を増やすと歪は低下するが、高域の感度が低下したり高域の最大記録レベルが低下したりするのでバランスをとる必要がある。
バイアス量を増やしていくと信号に対する感度は高くなるが、さらに増やすと逆に低下する。最大感度を与えるバイアス量をピークバイアスといい（ただし信号の周波数によりピークバイアスは異なる）、低い周波数でのピークバイアス付近が最適バイアスとして使われることが多い。ただし低い周波数ではバイアス量を変えても感度の変化がゆるやかな割に、高い周波数での特性はバイアス量をわずかに変えただけで大きく変わってしまい、判定が難しくばらつきも大きくなるので、実際には高い周波数の信号でピークバイアスを超えて感度が何デシベルか低下する値が使われたり、低い周波数と高い周波数の最大記録レベルの差などの方法でバイアス量が決められる。
媒体ごとにバイアス特性が異なるのでそれぞれに最適なバイアスがあるわけだが、互換性上取り決めがある場合が多い。

## 利用状況
2008年現在、ハードディスクを中心とする磁気記憶装置はコンピュータの大容量記憶装置として使われ、アナログの音声/ビデオの記録には磁気テープが使われている。ただし、音楽/ビデオ制作の大部分はデジタルシステムに移行しており、ハードディスクがその分野でも急激に広まりつつある。デジタルテープとテープライブラリは、大容量記憶装置として記録保管用やバックアップ用によく使われている。フロッピーディスクは古いコンピュータやソフトウェアが必要としているため、最小限の利用が見られる。他にも、銀行の小切手（MICR）、クレジットカードやデビットカード（磁気ストライプ付きカード）などに磁気記録が用いられている。

## 将来
新たな磁気記録方式としてMRAMが登場している。これはGMR効果に基づいて磁気ビットにデータを格納する方式である。不揮発性で低消費電力であり、衝撃にも強いという利点がある。しかし、記録密度はHDDよりかなり低く、少容量で頻繁に更新される記憶装置としては有望とされている。また、TMR効果に基づいた新たなMRAMでは、素子の微細化が可能になるとして、研究が盛んに行われている。